# 4-AcO-DiPT
-1H-indol-4-yl acetate
| OtherNames = 3-二异丙氨基乙基吲哚-4-酚乙酸酯
|Section1=! 识别
|-
| CAS号
|936015-60-0   
|-
| PubChem
| 24801868
|-
| ChemSpider
| 21106240
|-
| SMILES
| 
- CC(C)N(CCc1c[nH]c2c1c(ccc2)OC(=O)C)C(C)C

|-
| InChI
| 
- 1/C18H26N2O2/c1-12(2)20(13(3)4)10-9-15-11-19-16-7-6-8-17(18(15)16)22-14(5)21/h6-8,11-13,19H,9-10H2,1-5H3

|-
| InChIKey
| ZPAOVGZYDSXCPK-UHFFFAOYAS
|-
|Section2=! 性质
|-
| 化学式
| C18H26N2O2
|-
| 摩尔质量
| 302.41 g·mol−1
|-

|Section3=
}}
4-AcO-DiPT（4-乙酰氧基-N,N-二异丙基色胺，英語： 或 ipracetin）是一种色胺衍生物，化学式为C18H26N2O2，是4-羟二异丙基色胺（4-HO-DiPT）、脱磷酸裸盖菇素（4-HO-DMT）的结构类似物。